# Nhân Chính (xã)
Nhân Chính là một xã thuộc huyện Lý Nhân, tỉnh Hà Nam, Việt Nam.

## Địa lý
Xã Nhân Chính nằm ở phía nam huyện Lý Nhân, bên bờ sông Châu Giang và có địa giới hành chính:
- Phía đông giáp xã Nhân Nghĩa.
- Phía tây giáp xã Nhân Khang.
- Phía nam giáp huyện Bình Lục.
- Phía bắc giáp xã Bắc Lý.